# Cernat, Covasna
Cernat là một xã thuộc hạt Covasna, România. Dân số thời điểm năm 2002 là 4023 người.